# 张福海
张福海（1964年12月—），男，汉族，辽宁庄河人，中华人民共和国政治人物。中国人民大学文学学士，北京大学公共管理硕士。中共第二十届中央纪委委员、常委、副書記、国家监委副主任。

## 生平

### 宣传系统
1984年11月加入中国共产党。1986年7月毕业于中国人民大学中文系后留校担任中文系讲师。1991年，任职于人民文学出版社古典文学编辑室。1997年，担任人民文学出版社发行部副主任。1999年，担任人民文学出版社社长助理兼生产调度室主任。2000年8月，担任人民文学出版社副总编辑。2002年，担任新闻出版总署出版物发行管理司副司长。2005年，任新闻出版总署对外交流与合作司司长。2013年7月，任国家新闻出版广电总局进口管理司司长。2015年3月，任中宣部国际联络局局长。2017年2月，任中国外文出版发行事业局局长。同年10月，中国共产党第十九次全国代表大会上当选中国共产党第十九届中央委员会候补委员。

### 辽宁
2018年5月，任中共辽宁省委常委、宣传部部长。

### 广东
2020年5月，任中共广东省委常委、宣传部部长。2020年7月，兼任中共广东省委秘书长。2021年3月，不再兼任中共广东省委宣传部部长。2021年11月，任中共广东省委组织部部长。

### 纪检监察系统
2022年10月，出任中共第二十届中央纪委副书记、国家监委副主任。